# Prefectura autònoma d'Ili Kazakh
La prefectura autònoma d'Ili Kazakh (xinès: 伊犁哈萨克自治州, pinyin: Yīlí Hāsàkè zìzhìzhōu, kazakh: ىله قازاق اۆتونومىيالى وبلىسى / Іле Қазақ автономиялы облысы, uigur: ئىلى قازاق ئاپتونوم ۋىلايىتى / Ili Ķazaķ aptonom wilayiti), és una regió autònoma dins la Regió Autònoma Uigur de Xinjiang, l'única regió autònoma dels kazakhs a la Xina. La seva capital és Ghulja (Yining).
Té frontera amb Rússia, Mongòlia i el Kazakhstan.
El 2004 tenia una població aproximada de 4.110.000.